# Miranda (jméno)
Miranda je ženské rodné jméno. Původně jej použil William Shakespeare pro postavu v divadelní hře Bouře. Jméno znamená „obdivuhodná, úchvatná“, jedná se o latinské ženské gerundivum od slovesa miror, „žasnout, podivovat se“.

## Známé nositelky jména
- Miranda Richardson – britská herečka
- Miranda Kerr – australská modelka
- Miranda Lambert – americká country zpěvačka
- Miranda Otto – australská herečka

## Fiktivní postavy
- Miranda Priestly – vydavatelka časopisu Runway v knize a filmu Ďábel nosí Pradu
- Miranda (Shakespeare) – fiktivní postava ze hry The Tempest Williama Shakespeara
- Miranda Frost – bond girl z bondovky Dnes neumírej (2002) v podání herečky Rosamund Pike
- Miranda Hobbes – fiktivní postava z amerického seriálu Sex ve městě
- Miranda Sanchez – fiktivní postava z amerického seriálu Lizzie McGuire. Hrála jí Lalaine Vergara-Paras
- Miranda Lawson – Charakter z trilogie počítačových her Mass Effect.